# Podoces panderi
La ghiandaia terragnola del Turkestan, o podoce di Pader (Podoces panderi Fischer von Waldheim, 1821), è un uccello passeriforme della famiglia dei Corvidi.

## Descrizione

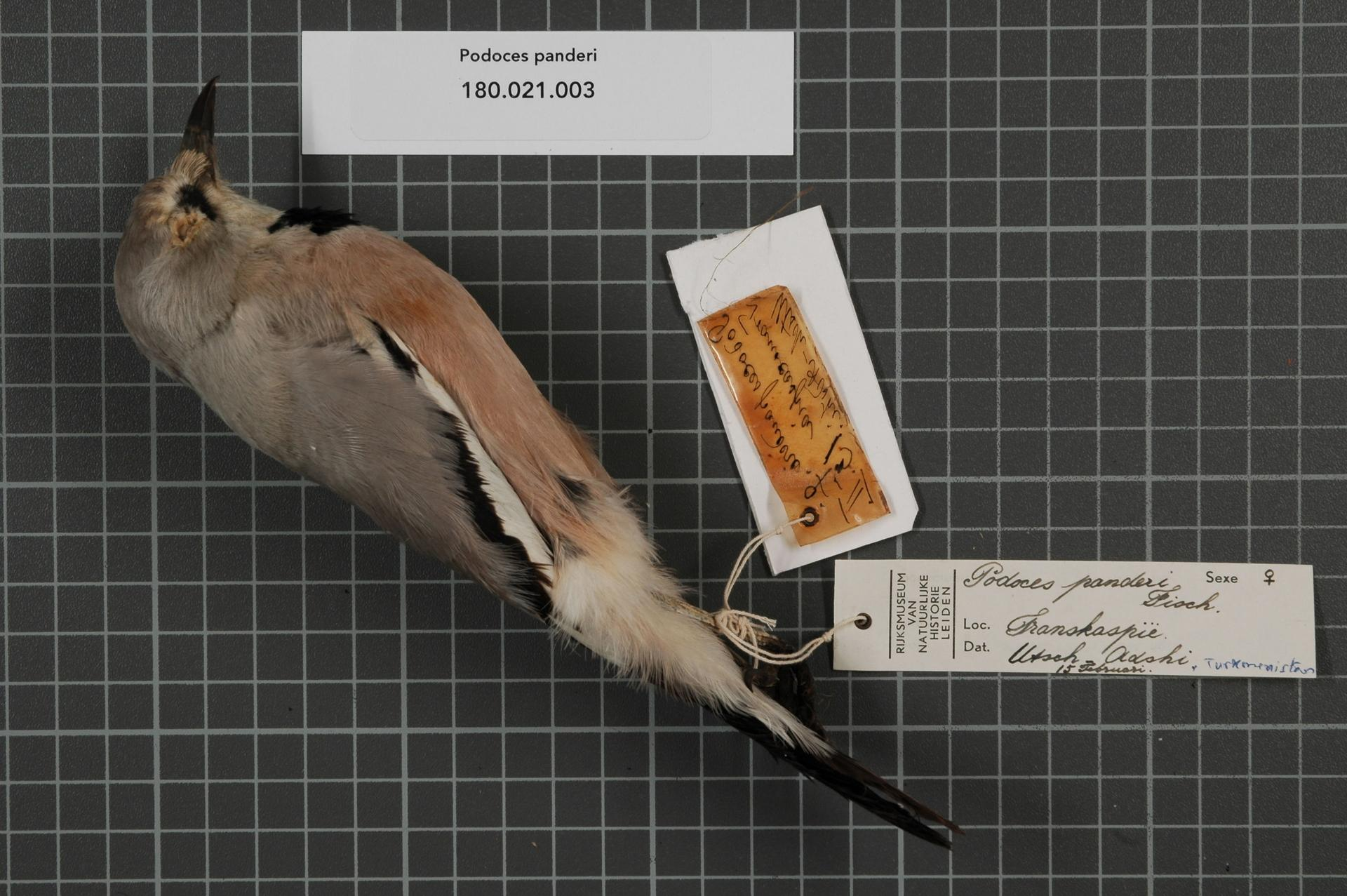
Veduta laterale di femmina impagliata.

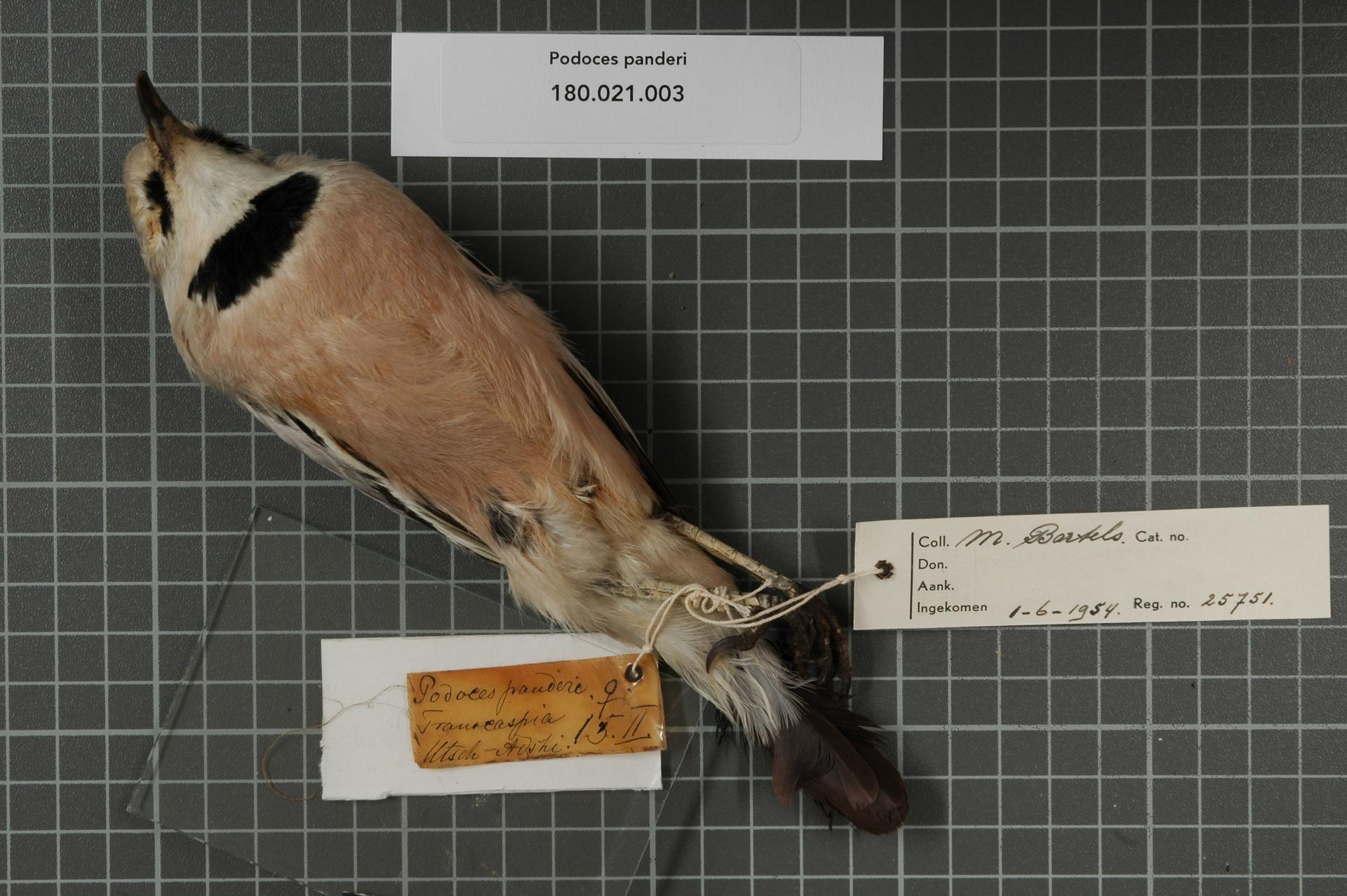
Veduta ventrale di femmina impagliata.

### Dimensioni
Misura circa 25 cm di lunghezza, per un peso di 86-96 g.

### Aspetto
Si tratta di uccelli dall'aspetto massiccio, muniti di grossa testa arrotondata, con becco robusto e appuntito, lungo e lievemente ricurvo verso il basso, ali arrotondate, coda di media lunghezza e dall'estremità squadrata, e zampe forti e allungate. 
Le vibrisse nasali sono discrete, di colore grigio-sabbia. Le copritrici sopra-caudali sono brevi. La macchia lorale nera si estende fino all'occhio. Una larga macchia nera ricopre la parte superiore del petto. Le parti inferiori, sotto la macchia pettorale, sono grigio-rosate, viranti al bianco sul ventre. Le copritrici sopra-caudali sono di un nero brillante. Il resto della testa e delle parti superiori è grigio-sabbia; la gola è più chiara. Le primarie e le secondarie sono quasi interamente bianche, con del nero all'estremità delle primarie e alla base di primarie e secondarie. Le terziarie sono nere con le estremità bianche. Le piccole copritrici sono grigie, le medie presentano fasce nere e bianche. Le grandi copritrici sono nere con le punte bianche. La coda è di un blu-nero brillante.
Il becco è nero. Le zampe sono bianco-grigiastre, mentre l'iride è marrone scuro.
I sessi sono identici. I giovani presentano una livrea più tendente al camoscio e meno grigia nelle parti superiori. La macchia pettorale è assente, quella lorale è più grigia. Il becco è più corto ed è di colore rosa fino a quando i pulcini non lasciano il nido, dopodiché diventa grigio.

## Biologia

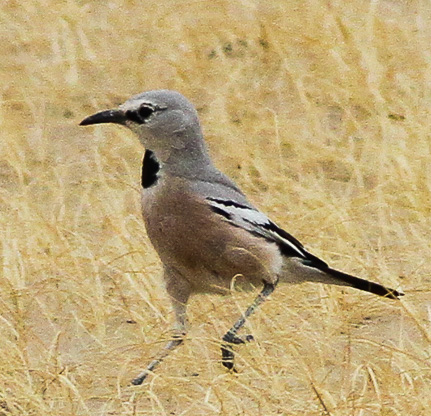
Esemplare al suolo.

Le ghiandaie terragnole del Turkestan vivono in coppie o in piccoli gruppi familiari. Sono generalmente timide e discrete, e quando vengono disturbate tendono a spostarsi rapidamente sul terreno. In queste occasioni corrono tenendo il corpo orizzontale ma la testa eretta. Talvolta, con le ali semiaperte, compiono lunghi balzi poco elevati grazie alla spinta delle ali. Anche se si appollaiano volentieri – soprattutto al mattino e alla sera – in cima ai cespugli, non si addentrano mai all'interno come spesso fanno le ghiandaie terragnole dello Xinjiang. Mostrano una certa riluttanza al volo, probabilmente perché il bianco splendente delle ali, insieme al volo ondulato e lento, le renderebbe facilmente visibili. Volano quindi solo per brevi distanze e riprendono subito a correre non appena toccano terra, continuando a muoversi fino a scomparire alla vista e poi rifugiandosi ai piedi di un cespuglio.
Il richiamo è un chweek chweek chweek chweek netto e sonoro, emesso dalla cima di un cespuglio, specialmente al mattino presto o alla sera. Un richiamo quasi identico, ma più enfatico, viene emesso dagli adulti in difficoltà, quando un intruso si avvicina al nido o ai pulcini.

### Alimentazione
Va in cerca di cibo lungo i sentieri sabbiosi, frugando fra gli escrementi degli animali con movimenti avanti e indietro del becco o esaminando la base dei cespugli. In inverno si nutre soprattutto di semi. Ha l'abitudine di creare riserve sotterrando il cibo nella sabbia. Talvolta ispeziona anche i rifiuti lasciati dagli uomini lungo le piste delle carovane, cercando in particolare chicchi di cereali o di riso. Diventa più insettivora in primavera e in estate. Le prede sono numerose e varie: coleotteri, onischi, scorpioni, ragni e piccole lucertole. È stato spesso affermato che questa specie abbia un fabbisogno idrico ridotto; tuttavia, alcuni osservatori hanno riportato che visita regolarmente sorgenti e pozze d'acqua frequentate dal bestiame per dissetarsi.

### Riproduzione
I nidi sono situati all'interno di cespugli o piccoli alberi, in mezzo a dune sabbiose, a un'altezza che raramente supera i due metri. Talvolta vengono costruiti in capanne abbandonate o direttamente a terra, ma l'uso di vecchie tane di animali resta dubbio. Il nido è una struttura di ramoscelli, con una cupola poco spessa ma molto ampia per schermare dal calore. La coppa interna è profonda e foderata con crini di cavallo, legnetti, stracci e foglie. La covata è costituita generalmente da 4 o 5 uova, di colore verde-bluastro o grigiastro, con macchie e ghirigori marroni di forme varie. La stagione riproduttiva è piuttosto lunga, da fine febbraio a fine maggio, con un picco tra metà marzo e inizio aprile. L'incubazione – affidata esclusivamente alla femmina – inizia dopo la deposizione del terzo o quarto uovo e dura 16-19 giorni. Il maschio porta cibo al nido. I giovani si involano dopo 17-18 giorni dalla schiusa e vengono nutriti principalmente con piccoli invertebrati, ma anche con semi di piante erbacee.

## Distribuzione e habitat

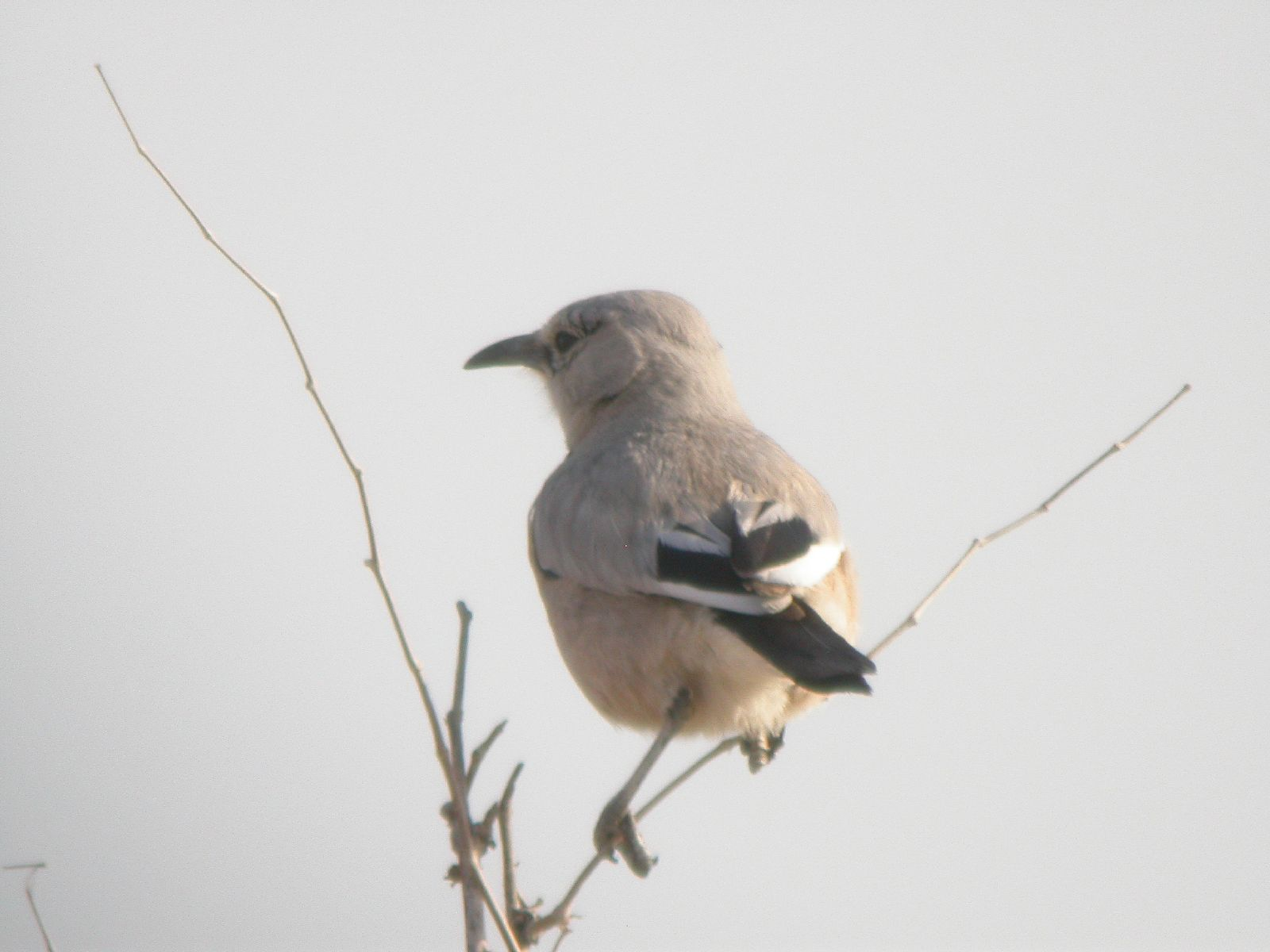
Esemplare in Uzbekistan.

Questi uccelli sono endemici dell'Asia centrale. Vivono nelle aree desertiche del Turkmenistan settentrionale e dell'Uzbekistan settentrionale e centrale, con una presenza accertata anche nel Kazakistan sud-orientale, nei pressi del lago Balkhash. Sono prevalentemente sedentari, anche se al di fuori della stagione riproduttiva osservano dispersioni verso le regioni adiacenti, dove però non nidificano.
Frequentano deserti sabbiosi con dune e buona copertura di arbusti, specialmente saxaul (Haloxylon), evitando però le zone in cui il saxaul è troppo fitto e forma boschetti o vere e proprie «foreste in miniatura».

## Tassonomia
Si riconoscono due sottospecie:
- Podoces panderi panderi Fischer von Waldheim, 1821 - la sottospecie nominale, diffusa nella porzione occidentale dell'areale;
- Podoces panderi ilensis Menzbier & Schnitnikov, 1915 - endemica del Kazakistan orientale.

Alcuni autori riconoscerebbero inoltre una terza sottospecie, transcaspius, della Transcaspia.

## Conservazione
Questo uccello è relativamente comune nel deserto del Karakum (Turkmenistan) e nel Kyzylkum (Uzbekistan). Sembra ancora ben presente nelle aree desertiche rimaste intatte, come nella riserva della biosfera di Repetek (Turkmenistan), ma altrove le popolazioni risultano in calo. Le cause principali di questo declino sono l'intensificazione dell'irrigazione, le esplorazioni per petrolio e idrocarburi, e il pascolo incontrollato da parte delle greggi.